# ديريك لان
ديريك لان (7 أكتوبر 1974 في المملكة المتحدة - ) (بالإنجليزية: Derek Lane)‏ هو لاعب كريكت بريطاني. لعب مع Hertfordshire County Cricket Club ‏ ونادي مقاطعة بيدفوردشير للكريكت ‏.

## وصلات خارجية
- ديريك لان على موقع إي آس بي آن كريك إنفو (الإنجليزية)